# M J Q
| Recensione | Giudizio |
| ---------- | -------- |
| AllMusic   | [ 2 ]    |

M J Q è un album split a nome del Modern Jazz Quartet e del Milt Jackson Quintet, pubblicato dalla Prestige Records nel gennaio del 1957.

## Tracce

### LP
Lato A
1. All the Things You Are (The Modern Jazz Quartet) – 3:14 (Oscar Hammerstein II, Jerome Kern) – Registrato il 22 dicembre 1952 a New York
2. La Ronde (The Modern Jazz Quartet) – 3:07 (John Lewis) – Registrato il 22 dicembre 1952 a New York
3. Vendome (The Modern Jazz Quartet) – 3:12 (John Lewis) – Registrato il 22 dicembre 1952 a New York
4. Rose of the Rio Grande (The Modern Jazz Quartet) – 2:14 (Edgar Leslie, Harry Warren, Ross Gorman) – Registrato il 22 dicembre 1952 a New York
5. Opus De Funk (The Milt Jackson Quintet) – 4:07 (Horace Silver) – Registrato il 16 giugno 1954 ad Hackensack, New Jersey (Van Gelder Studio)

Lato B
1. I've Lost Your Love (The Milt Jackson Quintet) – 4:59 (Lincoln Chase, Milt Jackson) – Registrato il 16 giugno 1954 ad Hackensack, New Jersey (Van Gelder Studio)
2. Buhaina (The Milt Jackson Quintet) – 4:33 (Horace Silver) – Registrato il 16 giugno 1954 ad Hackensack, New Jersey (Van Gelder Studio)
3. Soma (The Milt Jackson Quintet) – 5:25 (Milt Jackson) – Registrato il 16 giugno 1954 ad Hackensack, New Jersey (Van Gelder Studio)

## Musicisti
BraniAll the Things You Are /  La Ronde /  Vendome / Rose of the Rio Grande
The Modern Jazz Quartet
- John Lewis  - pianoforte
- Milt Jackson  - vibrafono
- Percy Heath  - contrabbasso
- Kenny Clarke  - batteria

BraniOpus De Funk / I've Lost Your Love / Buhaina / Soma
Milt Jackson Quintet
- Milt Jackson  - vibrafono
- Henry Boozier  - tromba
- Horace Silver  - pianoforte
- Percy Heath  - contrabbasso
- Kenny Clarke  - batteria

Note aggiuntive
- Ira Gitler – produttore, supervisore (brani: All the Things You Are, La Ronde, Vendome e Rose of the Rio Grande)
- Bob Weinstock – produttore, supervisore (brani: Opus De Funk, I've Lost Your Love, Buhaina e Soma)
- Doug Hawkins – ingegnere delle registrazioni (brani: All the Things You Are, La Ronde, Vendome e Rose of the Rio Grande)
- Rudy Van Gelder – rimasterizzazione (brani: All the Things You Are, La Ronde, Vendome e Rose of the Rio Grande)
- Rudy Van Gelder – ingegnere delle registrazioni (brani: Opus De Funk, I've Lost Your Love, Buhaina e Soma)
- Ira Gitler – note retrocopertina album originale [3]